# Anthy-sur-Léman
 Anthy-sur-Léman  es una comuna y población de Francia, en la región de Auvernia-Ródano-Alpes, departamento de Alta Saboya, en el distrito de Thonon-les-Bains y cantón de Thonon-les-Bains-Ouest.
Su población en el censo de 1999 era de 1.767 habitantes. Forma parte de la aglomeración urbana de Thonon-les-Bains.
Está integrada en la Communauté de communes du Bas-Chablais .

## Demografía
| 494 | 579 | 896 | 1121 | 1383 | 1767 |
| Para los censos de 1962 a 1999 la población legal corresponde a la población sin duplicidades (Fuente: INSEE [Consultar]) |     |     |      |      |      |